# Amirauté de Guyenne
 (mars 2020).
Si vous disposez d'ouvrages ou d'articles de référence ou si vous connaissez des sites web de qualité traitant du thème abordé ici, merci de compléter l'article en donnant les références utiles à sa vérifiabilité et en les liant à la section « Notes et références ».
L'Amirauté de Guyenne (1490-1792) est une juridiction d'Ancien Régime, chargée des litiges civils et criminels liés à l'activité maritime dans le ressort de la province de Guyenne.

## Historique
Le siège de Guyenne, établi à Bordeaux, est créé par lettres patentes de Charles VIII du 12 juillet 1490. Il est supprimé en 1790 par le titre 12 de la loi du 16 août, mais continua ses fonctions en vertu de l'article I du titre 5 de la loi du 13 août 1791, jusqu'à l'installation du Tribunal de commerce, laquelle n'eut lieu qu'en décembre 1792.